# John Fery

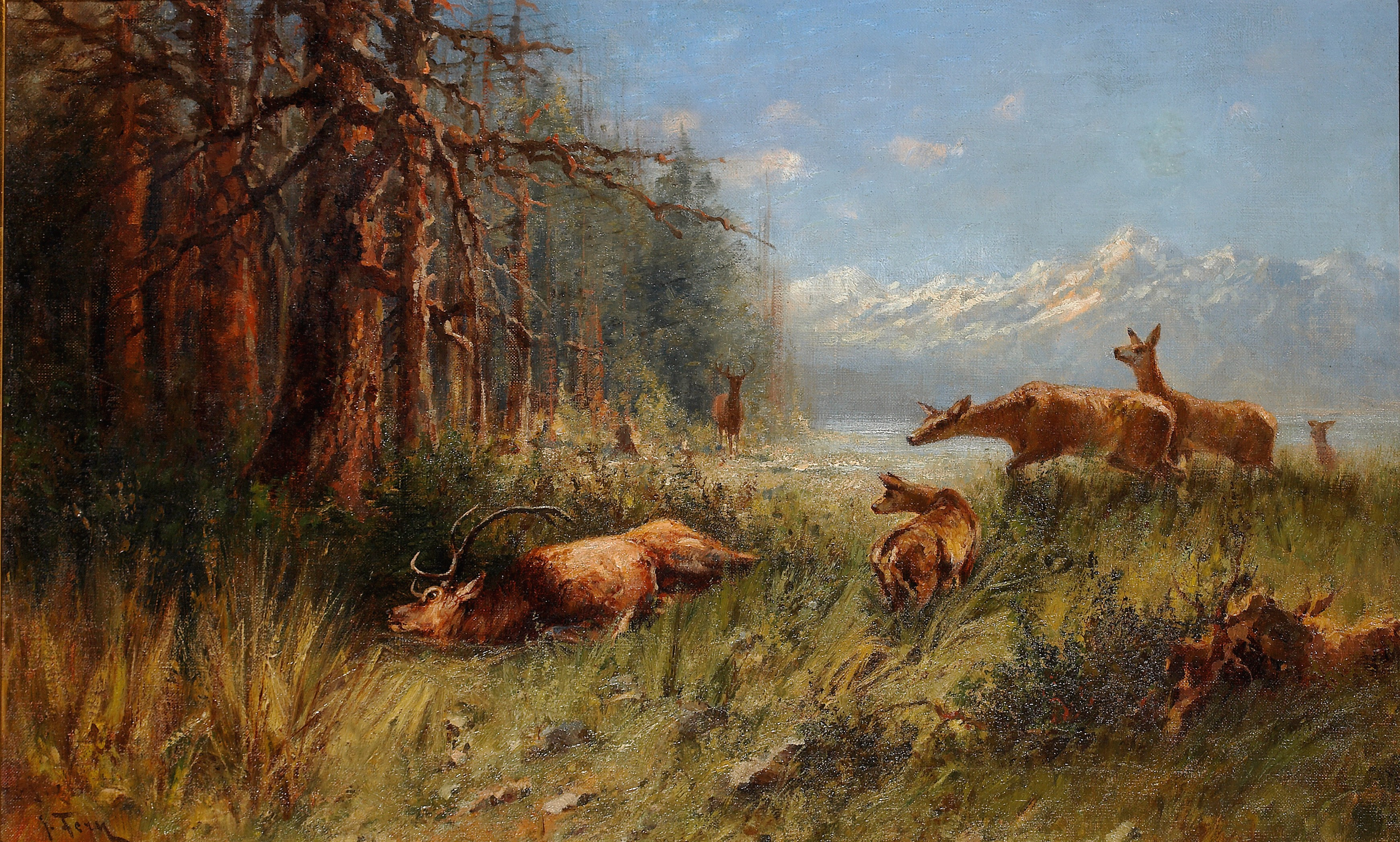
Landscape with Fallow Deers, Gemälde von John Fery.

John Fery, geboren als Johann Nepomuk Levy (* 25. März 1859 in Straßwalchen, Österreich-Ungarn; † 10. September 1934 in Everett (Washington), USA), war ein US-amerikanischer Landschaftsmaler österreichischer Herkunft. Solange er noch in Europa lebte, führte er den Namen Johann Fery.

## Leben

### Familie und Herkunft
John Fery wurde als Johann Fery in Straßwalchen (Salzburg) geboren. Die Familie war – worauf der Nachname hindeutet – vermutlich ursprünglich ungarischer Herkunft (sein Vater wurde allerdings in Böhmen geboren), die Mutter Maria Fery, geborene Illyes, stammte jedenfalls aus dem ungarischen Landesteil. Bei Volkszählungen in den USA gab Fery seine Herkunft einmal als deutsch, einmal als ungarisch an. Einiges spricht dafür, dass Fery seine Jugend zumindest zum Teil in Pressburg (heute Bratislava) verbrachte, das seinerzeit zum ungarischen Reichsteil gehörte.

### Künstlerischer Werdegang
Obgleich Fery verschiedentlich behauptete, Kunstakademien in Österreich-Ungarn und im Deutschen Reich besucht zu haben, konnten dafür bislang keine Belege gefunden werden, und einiges spricht dafür, dass er keine akademische Kunstausbildung durchlief.

### Familie und Emigration
Vermutlich Anfang der 1880er Jahre heiratete Fery die Schweizerin Mary Rose Kraemer (so der Name in US-amerikanischen Dokumenten – ursprünglich evtl. Rosa Maria Krämer). 1886 lebte das Paar am Ammersee in Bayern, und dort wurde auch das erste Kind, die Tochter Fiametta, geboren. Noch im selben Jahr wanderte die junge Familie in die USA aus, und das zweite Kind, die Tochter Lucienne kam 1888 in Ohio zur Welt.
Der genaue Aufenthalt Ferys in seinen ersten Jahren in den USA ist nicht bekannt; es gibt hierzu widersprüchliche Angaben, und es kann sein, dass die Familie wiederholt ihren Wohnsitz wechselte. Spätestens 1890 bereiste Fery erstmals den amerikanischen Westen, und zwischen 1891 und 1897 reiste er wohl auch zweimal zurück nach Europa – vermutlich, um dort wohlhabende Touristen für Jagdreisen in die USA zu werben. Belegt ist, dass er wenigstens in den Jahren 1893 und 1895 europäische Jäger auf Touren durch den amerikanischen Westen führte. Ein Aufsatz Ferys hierüber erschien 1894 unter dem Titel Eine Jagd in Wyoming.
Für das Jahr 1890 ist Fery in Duluth (Minnesota) nachgewiesen, wo am 16. März sein jüngstes Kind, der Sohn Carl geboren wurde. Ende der 1890er Jahre hielt er sich am Jackson Lake im US-Bundesstaat Wyoming auf. 1902 ist er in Morristown (New Jersey) nachgewiesen, und ab 1903 lebte er in Milwaukee und dann ab 1911 in St. Paul, im Bundesstaat Wisconsin. Zwischen etwa 1918 und 1923 ist er in Utah nachgewiesen, lebte dann bis 1929 wieder in Milwaukee und zog schließlich 1929 in den Bundesstaat Washington, wo seine Frau 1930 in Seattle und er 1934 in Everett (Washington) starb.
Es ist nicht sicher, ob Fery je die US-Staatsbürgerschaft annahm, da, obwohl er dies in Volkszählungen angab, bislang keine entsprechenden Dokumente gefunden werden konnten.

## Künstlerischer Werdegang
Fery trat vor allem als Landschaftsmaler hervor. Werke aus der Zeit vor seiner Auswanderung in die USA sind vermutlich nicht überliefert (es sind nur zwei Bilder bekannt, die europäische Motive zeigen, jedoch möglicherweise in den USA entstanden sind). In den USA war sein wichtigster Kunde die Eisenbahngesellschaft Great Northern Railway, in deren Auftrag er zahlreiche, oft großformatige Landschaftsbilder entwarf, die in Bahnhöfen und andernorts aufgehängt wurden und dafür warben, per Eisenbahn den amerikanischen Westen zu bereisen.
Ferys Gemälde zeichnen sich durch eine eher grobe Maltechnik aus, und die meisten Werke wurden wohl in relativ kurzer Zeit vollendet. Über 150 seiner Werke lassen sich noch heute nachweisen, und von vielen ist bekannt, welche Landschaft sie darstellen. Über die Hälfte der überlieferten Gemälde zeigen Landschaftsszenen aus den Rocky Mountains. In einigen Gemälden finden sich auch Tierdarstellungen. Daneben gibt es Beispiele von Architekturmalerei.

## Ferys Werke in Sammlungen
Werke Ferys befinden sich u. a. in folgenden Sammlungen:
- Die Sammlung der Burlington Northern Railroad – heute im Minnesota Museum of Art[6]
- The Church of Jesus Christ of Latter-Day Saints Museum on Church History and Art, Salt Lake City